# 스크린 (스포츠)

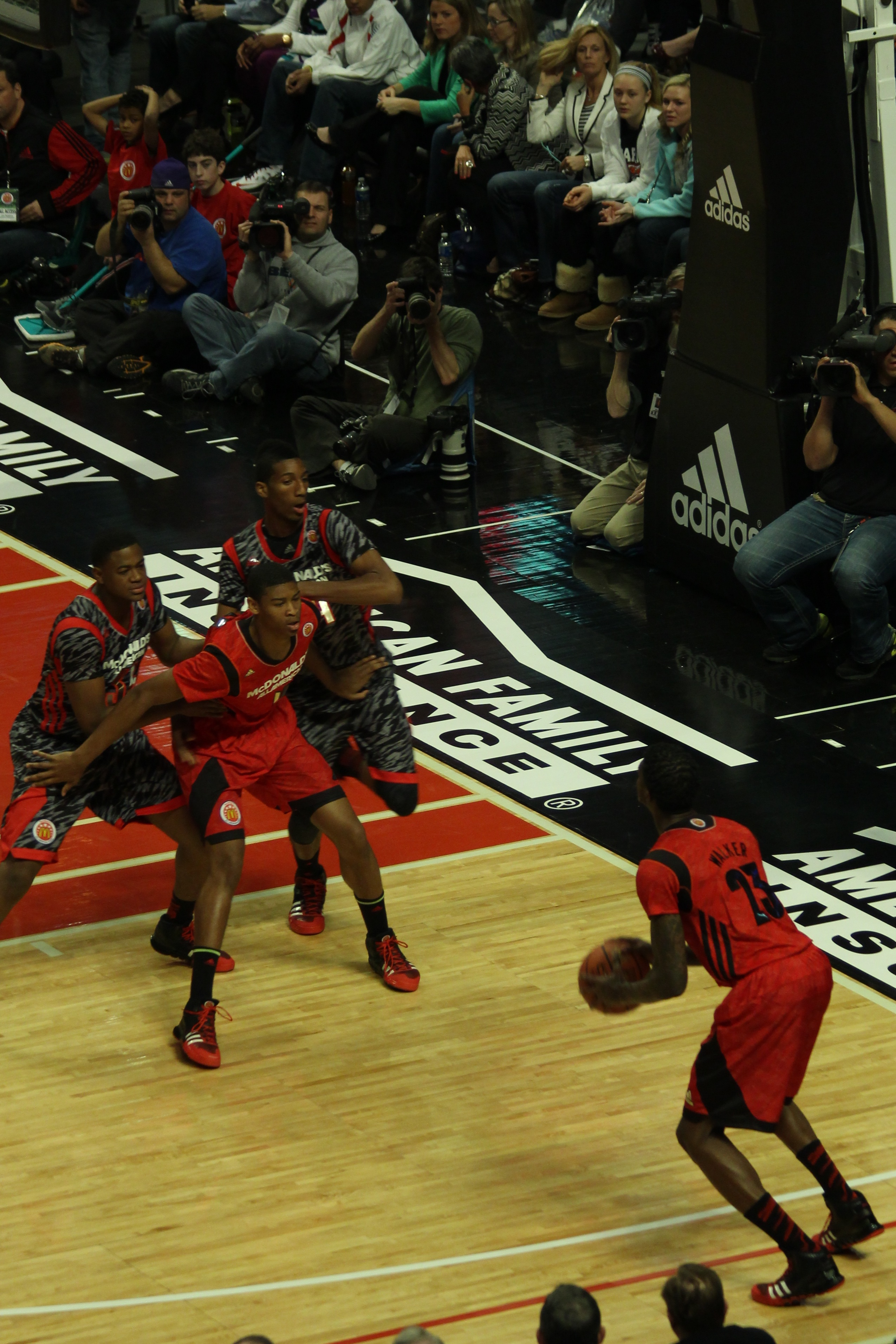

스크린(screen)은 구기 스포츠에서 공격시 공을 가진 선수가 방해받지 않는 상태에서 공격할 수 있도록 상대팀 수비수의 진로를 차단하거나, 원하는 위치로 이동하는 행동을 지연 및 방해하는 것을 말한다.

## 농구
농구에서는 많이 사용하는 플레이인데 농구에서는 상대팀 수비수를 막는 행위를 픽(pick) 그리고 그 다음 공을 가진 공격수가 다음 플레이를 하는 것을 롤(roll)이라고 부르며 합쳐서 픽앤롤(Pick and Roll)이라는 공격 패턴이 존재한다.

## 축구
스크린을 거는 선수가 스크린을 이용하는 선수의 어느 쪽에 스크린을 거느냐에 따라, 아웃사이드 스크린, 인사이드 스크린, 포워드 스크린, 백 스크린 등으로 나뉜다.

## 같이 보기
- 농구